# 阿拉贡 (奥德省)
阿拉贡（法語：Aragon，法語發音：[aʁaɡɔ̃] ⓘ）是法国奥德省的一个市镇，位于该省北部，属于卡尔卡松区。

## 地理
阿拉贡（43°17'46"N, 2°18'52"E）面积20.56 平方千米，位于法国奧克西塔尼大區奥德省，该省份为法国南部沿海省份，北起塔恩省，西北接上加龙省，西接阿列日省，南至东比利牛斯省，东临地中海，东北与埃罗省接壤。
与阿拉贡接壤的市镇（或旧市镇、城区）包括：奥尔比耶勒河畔孔克、弗赖斯卡巴代斯、蒙托略、穆苏朗斯、佩诺捷、旺特纳克卡巴代斯、维拉尔多内勒、维勒加扬克。

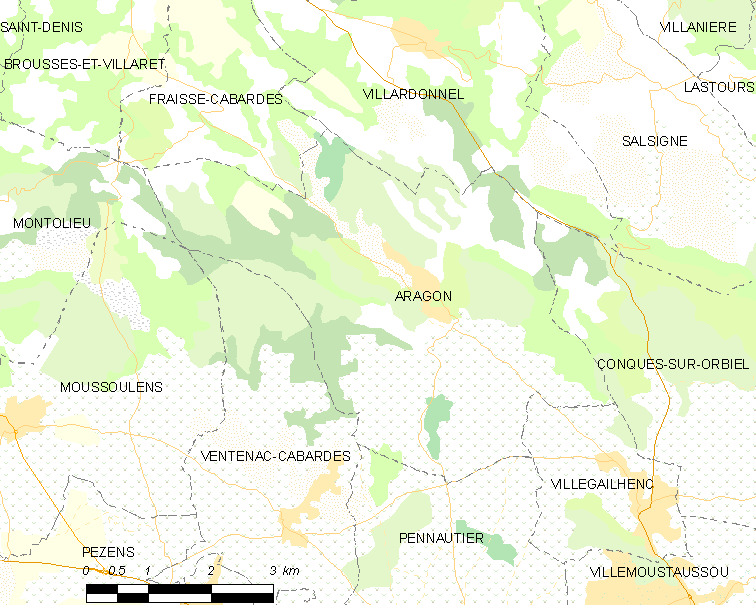
的OSM定位图

阿拉贡的时区为UTC+01:00、UTC+02:00（夏令时）。

## 行政
阿拉贡的邮政编码为11600，INSEE市镇编码为11011。

## 政治
阿拉贡所属的省级选区为奥尔比耶勒河谷县。

## 人口

1962-2008年间人口变化图示

阿拉贡于2022年1月1日时的人口数量为476人。